# Romain IV Diogène
Vous lisez un « article de qualité » labellisé en 2022.
Pour les articles homonymes, voir Romain.
Romain IV Diogène (en grec médiéval : Ρωμανός Δʹ Διογένης), né vers 1030 et mort le 4 août 1072, est un empereur byzantin qui accède au trône impérial entre 1068 et 1071 en épousant l'impératrice Eudocie Makrembolitissa.
Reconnu pour ses qualités militaires, il arrive au pouvoir à un moment de grandes difficultés pour l'Empire. L'extinction de la dynastie macédonienne entraîne une grave instabilité au plus haut sommet de l'État, tandis que les frontières commencent à être assaillies de toutes parts, en particulier par les Normands en Italie et les Seldjoukides en Orient. Romain IV a donc pour principale mission de rétablir la puissance militaire de l'État byzantin et il tente de s'y consacrer au mieux.
Il mobilise l'essentiel de son attention en Orient, laissant ce qui reste de l'Italie byzantine être conquise par les Normands en 1071. Il mène différentes campagnes contre les raids des Turcs, sans réellement parvenir à les vaincre. Déterminé à remporter une victoire susceptible tout à la fois de légitimer son pouvoir encore fragile et de mettre un terme à la menace seldjoukide, il lève une grande armée en 1071 et marche jusqu'à Manzikert. Là, il affronte les troupes du sultan Alp Arslan mais est vaincu lors de la bataille de Manzikert, qui figure parmi les plus importantes de la longue histoire byzantine. Constitué prisonnier, il est néanmoins rapidement libéré en échange d'un traité de paix plutôt avantageux au regard de l'ampleur de la défaite. Néanmoins, sa légitimité est définitivement sapée par cette humiliation. La famille des Doukas, parmi les plus influentes de l'Empire et les plus hostiles à Romain IV, fomente une rébellion et s'empare de Constantinople au profit de Michel VII, le fils aîné d'Eudocie. Romain IV tente de reprendre le contrôle de la situation mais est vaincu à nouveau. Il est exilé après avoir eu les yeux crevés et meurt rapidement des suites de ses blessures. Reconnu pour sa volonté de raffermir la puissance impériale à une époque de grands périls, son souvenir demeure marqué par le poids de la défaite de Manzikert, aux conséquences lourdes dans les années qui suivent sa mort.

## Sources

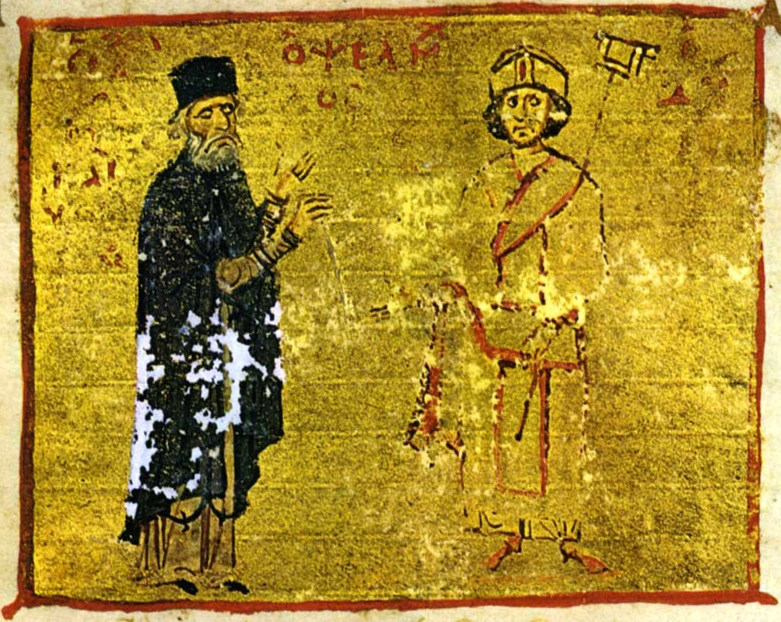
Miniature représentant Michel Psellos instruisant Michel VII Doukas. Codex 234, f. 245a, Mont Athos, monastère du Pantocrator.

Les sources sur la période du règne de Romain IV sont relativement abondantes puisqu'il intervient à un moment de floraison intellectuelle dans l'Empire. Les deux auteurs contemporains majeurs de ce temps sont Michel Attaleiatès et Michel Psellos, qui prônent des points de vue divergents. Le premier est un fervent partisan de Romain IV, dont il loue les efforts de rétablissement de la puissance militaire impériale. Durant son règne, il est un de ses proches conseillers et il fait de Romain IV un héros tragique. Néanmoins, il fait preuve parfois d'un certain recul et n'a pas pour lui le même ton admiratif que pour Nicéphore III Botaniatès, lui réservant parfois des critiques. Michel Psellos, proche de Jean Doukas et de la famille des Doukas en général, est la grande figure intellectuelle de son temps, tout en intervenant fréquemment dans les affaires politiques de l'Empire. À la différence de Michel Attaleiatès, son récit est hostile à Romain, qu'il rend responsable de la défaite de Manzikert, et critique le manque de talents militaires et la vanité qui l'amène à se lancer dans des campagnes pour sa seule gloire personnelle. Enfin, il semble avoir eu un rôle important dans le coup d'État qui le renverse. Ces deux auteurs sont donc complémentaires mais leurs textes doivent être pris avec précaution du fait des partis pris.
D'autres écrits, parfois plus tardifs, sont régulièrement mobilisés, comme ceux de Théodore Skoutariotès qui écrit au XIIIe siècle ou de Nicéphore Bryenne. Celui-ci s'intéresse tout particulièrement à la bataille de Manzikert et à ses conséquences. S'il suit largement le récit de Psellos, il s'applique à embellir l'image de Jean Doukas, l'ennemi politique principal de Romain. La chronique du continuateur de Jean Skylitzès reprend grandement celle d'Attaleiatès mais s'en distingue parfois. Une autre source secondaire est celle du continuateur de Georges le Moine.
Les sources orientales, qu'elles soient arabes ou perses, sont souvent tardives et se concentrent sur la bataille de Manzikert, offrant peu d'informations fiables sur les événements,. Enfin, les chroniqueurs arméniens et syriaques comme Matthieu d'Édesse ou Michel le Syrien sont généralement hostiles à Romain IV, en raison de leur méfiance envers les Byzantins qu'ils soupçonnent parfois de vouloir les contraindre à adhérer au dogme chalcédonien. Plus généralement, la question des rapports entre Romain IV et les Arméniens reste ouverte. Par sa politique, il a cherché à défendre les provinces les plus orientales de son empire, donc des régions plutôt arméniennes et il s'est largement appuyé sur des soldats arméniens mais il a aussi, semble-t-il, fait preuve de défiance envers ces derniers.

## Contexte général

L'Empire byzantin au milieu du XIe siècle.

Le monde byzantin de la deuxième moitié du XIe siècle est profondément troublé. À sa mort en 1025, Basile II a laissé un Empire puissant, presque au maximum de son expansion depuis Héraclius et bénéficiaire d'une prospérité économique ainsi que d'un renouveau intellectuel de premier plan. La dynastie macédonienne a su installer une légitimité dynastique inédite dans l'ordre politique romano-byzantin mais son extinction à la mort de Basile II puis de Constantin VIII en 1028 met cet édifice en péril. Les querelles de pouvoir s'accélèrent dès lors que plus aucun prétendant légitime au trône n'existe. Elles se matérialisent d'abord par le phénomène des princes-époux, lors duquel plusieurs prétendants s'unissent avec les dernières survivantes de la dynastie macédonienne, que sont Zoé Porphyrogénète et Théodora Porphyrogénète. Cette compétition, parfois schématiquement décrite comme une opposition entre des familles aristocratiques aux fonctions militaires et d'autres aux fonctions civiles, revêt en réalité une complexité assez grande. Ce sont des clans, constitués au gré d'alliances matrimoniales, de proximité géographique ou de préoccupations communes, qui s'affrontent. Ces grandes familles sont les Doukas, les Comnènes, les Diogènes ou encore les Mélissènes. Ainsi, en 1057, Isaac Comnène s'empare du trône en renversant Michel VI mais il est confronté à une opposition déterminée, incarnée par les Doukas, qui aboutit à la prise du pouvoir par Constantin X. Quand il meurt en 1067, il laisse sa veuve Eudocie Makrembolitissa comme régente de son jeune fils Michel VII, ce qui ouvre la voie à de nouvelles ambitions. Ces rivalités fragilisent immanquablement l'Empire alors que des peuples nouveaux se massent à ses frontières, dont les Turcs en Orient, les Normands qui envahissent l'Italie byzantine ou les Petchénègues au nord du Danube. C'est dans ce contexte de plus en plus troublé qu'intervient l'ascension puis le règne de Romain IV Diogène.

## Arrivée au pouvoir

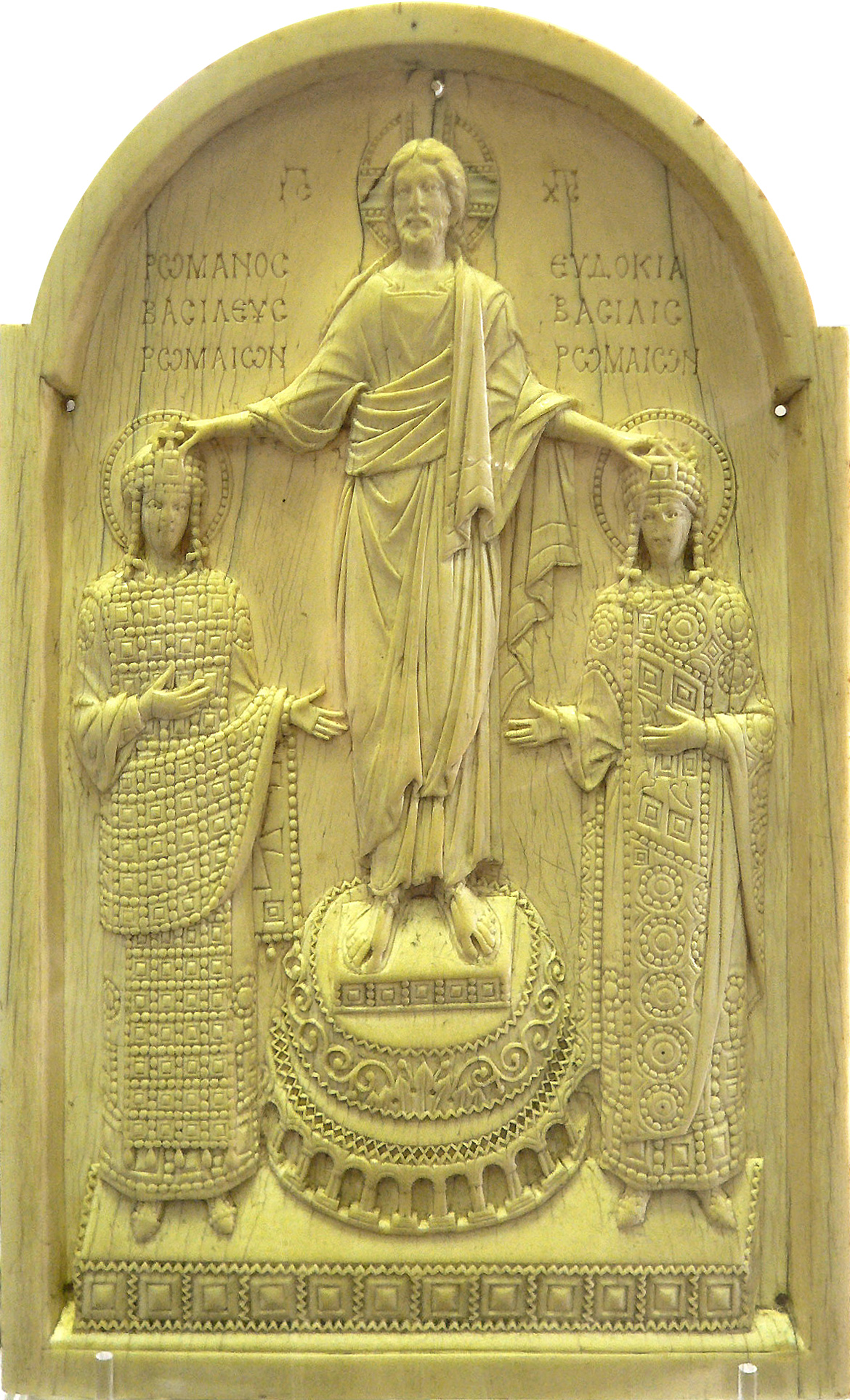
Ivoire dit de Romain, conservé au cabinet des médailles de Paris. Longtemps, l'idée a prévalu qu'elle représentait Romain IV et Eudocie Makrembolitissa, mais il pourrait en réalité s'agir de Romain II et sa première épouse, elle aussi prénommée Eudocie.

### Ascension et rébellion d'un général
Issu d'une ancienne famille de l'aristocratie militaire alliée à la plupart des autres grandes familles d'Asie mineure, grand propriétaire terrien en Cappadoce, Romain Diogène est le fils de Constantin Diogène (mort en 1032), général commandant les tagmata d'Occident. Ce dernier, marié à une nièce de Romain III Argyre et accusé de complot contre l'empereur, est mort en détention. Sa mère est la fille de Basile Argyre, frère de l'empereur Romain III Argyre. Le récit de la campagne de Manzikert permet de savoir qu'il possède d'importantes propriétés en Cappadoce mais aussi dans le thème des Anatoliques et du Charsianon.
La première mention connue de Romain figure sur un sceau daté des environs de 1060, qui le mentionne comme stratège et patrice. Les premiers stades de sa carrière sont méconnus. Par exemple, rien n'est connu de son rôle lors de la guerre civile de 1057 qui amène Isaac Comnène sur le trône. Militaire capable, Romain Diogène commence sa carrière sur la frontière danubienne où il gravit rapidement les échelons de la hiérarchie militaire. Il devient gouverneur (dux) de Sardica (ou Serdica) et reçoit la dignité de vestarque pour ses succès contre les Petchénègues, avant d'être accusé et reconnu coupable de vouloir usurper le trône des fils de Constantin X en 1067,. Dans quelle mesure a-t-il planifié ce coup d'état ? Selon Michel Psellos, en partie corroboré par Attaleiatès, il prévoit de prendre le pouvoir depuis quelque temps, probablement en réaction aux difficultés militaires de Constantin X Doukas. Son plan aurait été dévoilé par un de ses proches, un Arménien selon Attaleiatès. D'autres sources, plus tardives, comme la chronique du continuateur de Georges le Moine, mentionnent qu'il est fait prisonnier par ses propres hommes peu après avoir lancé ses troupes vers Constantinople. Selon Jean-Claude Cheynet, il est envisageable que c'est son entente avec le royaume de Hongrie qui le discrédite auprès des soldats bulgares, ennemis traditionnels des Hongrois. Quoi qu'il en soit, il est parvenu à faire bonne impression lors de son procès et il n'est pas exécuté, ce qui pourrait suggérer qu'il dispose de soutiens de poids dans la capitale,.

### L'arrivée sur le trône par le mariage
Alors qu'il était encore gouverneur de Sardica et se trouvait dans une forêt éloignée pour une partie de chasse, Romain a croisé par hasard le chemin d'un moine ermite, Prohor, qui lui a prédit qu'il deviendrait bientôt empereur,. Après son accession au trône, Romain ordonnera la construction d'une église en l'honneur dudit religieux, qui deviendra le monastère de Prohor Pčinjski.
Banni sur ses terres de Cappadoce, Romain est convoqué par Eudocie Makrembolitissa pour apprendre que l'impératrice veut l'épouser et faire de lui le protecteur de ses trois fils, Michel (le futur Michel VII Doukas), Andronic Doukas et Constance Doukas. Il est possible que l'impératrice ait eu le coup de foudre pour l’élégant militaire, mais il est aussi probable qu'elle ait été convaincue que la seule façon de mettre le trône à l'abri d'un coup d'État est d'épouser un militaire disposant d'une grande autorité et capable de l'imposer. Elle songe d'ailleurs un temps à Nicéphore Botaniatès, autre militaire influent de son temps et les sources sont peu disertes sur les raisons exactes qui l'ont poussée à choisir Romain en dernière instance plutôt que d'autres officiers de valeur. Quoi qu'il en soit, sa décision n'est guère contestée, les Seldjoukides s'étant emparés de l'importante ville de Césarée de Cappadoce et d'une grande partie de l'Anatolie, signe évident que l'armée impériale qui a subi échec après échec au cours des dernières années devait être placée sous la direction d'un général capable et énergique,. Le 25 décembre, Romain est élevé au rang de magistros et nommé stratélate. La nuit du 31 décembre, il est présenté à Michel VII pour que celui-ci approuve sa nomination comme empereur et, le lendemain, Jean Doukas, frère du défunt Constantin X et chef de la famille Doukas est placé devant le fait accompli.
Seul obstacle : Constantin X, avant de mourir, a fait jurer à son épouse de ne pas se remarier,. Elle s'adresse alors au patriarche Jean VIII Xiphilin et n'a aucune peine à convaincre ce dernier de lui remettre le document qu'elle a elle-même signé à cet effet et à lui faire proclamer publiquement qu'il est en faveur d'un tel mariage pour le plus grand bien de l'État. Le Sénat ayant donné son accord, le 1er janvier 1068, Romain épouse l'impératrice et est lui-même couronné empereur sous le nom de Romain IV Diogène,. C'est là une démonstration de la conception byzantine du pouvoir qui donne la primauté au bien commun de l'Empire sur la préservation des droits héréditaires imposée par le serment demandé par Constantin X, qui est d'ailleurs accusé d'avoir agi par jalousie,. Jean-Claude Cheynet estime que ce soutien décisif du Sénat et du patriarche illustre l'accord donné par une composante notable de l'aristocratie civile à l'ascension sur le trône d'un militaire. Selon lui, c'est une preuve de la nuance nécessaire à apporter à l'idée d'un conflit entre une aristocratie civile et une autre militaire. Seule la garde varangienne est quelque peu hostile à Romain car elle estime devoir sauvegarder les droits au trône du jeune Michel Doukas. De manière générale, la famille Doukas se montre réservée face à Romain Diogène, qui les prive potentiellement de leur influence au plus haut niveau de l'État. Si Romain IV préserve les droits de Michel VII qui reste coempereur et va même jusqu'à nommer Andronic, le deuxième fils de  Constantin X, comme coempereur, les deux fils qu'il a avec Eudocie, Léon et Nicéphore, menacent la position de Michel Doukas,. Depuis ses possessions en Bithynie, Jean Doukas devient son principal opposant.

## Politique militaire

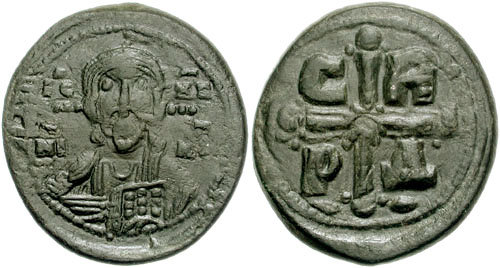
Follis de Romain IV Diogène : à gauche le Christ pantocrator, et à droite une croix entourée des lettres CΒΡΔ pour la devise « Σταυρὲ σου βοήθει Ρωμανόν δεσπότην » (« Que ta croix aide le seigneur Romanos »).

Conscient de la fragilité de sa légitimité, Romain IV en tira la conclusion que la meilleure façon d'établir son autorité était de conduire lui-même les armées au combat, concentrant ainsi l'attention de la haute hiérarchie civile et des militaires sur la guerre contre les Turcs. Pour la première fois depuis Basile II, un empereur donne toute son attention à l'armée.
En 1067, les Seldjoukides ont impunément fait des incursions en Mésopotamie, en Syrie, en Cilicie et en Cappadoce où ils ont mis à sac Césarée de Cappadoce. L'hiver de la même année, ils établissent leur camp aux frontières de l’Empire, attendant l’arrivée du printemps pour reprendre leurs incursions. Pour Romain, la tâche est ardue. L'appareil militaire byzantin a souffert d'un certain déclin depuis la mort de Basile II, en partie du fait des politiques des empereurs byzantins dont Constantin X. L'armée centrale reste puissante mais elle repose largement sur des troupes étrangères, composées de mercenaires dont la fiabilité et la loyauté ne sont pas toujours acquises. Romain IV tente de rétablir un recrutement plus local ou national pour l'armée byzantine. Il escompte peut-être rétablir les anciennes troupes régionales. En effet, l'appareil militaire byzantin s'est construit sur les thèmes, des provinces qui sont défendues par des troupes locales, souvent recrutées ponctuellement parmi les habitants pour les défendre face aux incursions ennemies. Seulement, avec la reprise d'une guerre offensive sous les Macédoniens, ces unités ont peu à peu périclité au profit d'unités permanentes et quand Romain les convoque, il les trouve dans un état de dénuement qui les prive de toute opérationnalité. Malgré tout, il faut se garder de dresser un tableau trop sombre de l'armée byzantine. Michel Attaleiatès exagère sûrement l'idée d'un déclin militaire d'envergure pour mieux blâmer les prédécesseurs de Romain et ce dernier parvient à rassembler des forces non négligeables, quitte à les soumettre à un rude entraînement. Les unités permanentes restent de grande qualité et le réservoir de troupes demeure important, à tel point qu'il est envisageable que les recrutements opérés par Romain aient permis aux forces armées byzantines de dépasser les 100 000 hommes. Néanmoins, sa volonté de moins dépendre des troupes étrangères entraîne évidemment la défiance de celles-ci, notamment les Nemitzoi d'origine germanique ou les forces normandes de Roussel de Bailleul. Dans tous les cas, la politique militaire de Romain était volontariste bien qu'elle repose sur une vision relativement conservatrice, voire réactionnaire selon Jean-Claude Cheynet, en raison de son désir de faire renaître les anciennes forces thématiques.
Deux stratégies s'opposent au sein de l'entourage de Romain. Une partie des généraux estime nécessaire d'abandonner les provinces arméniennes récemment conquises et plus exposées, pour se concentrer sur la défense du cœur de l'Asie Mineure. D'autres, au contraire, affirment qu'il faut défendre la frontière la plus orientale de l'Empire face aux nouveaux venus. Les premiers, plus prudents, mettent en garde contre les risques d'une expédition trop ambitieuse contre les Turcs. Romain ne les suit pas. Tenant d'une politique militaire offensive, il se différencie par exemple nettement d'Isaac Ier, général lui aussi mais qui a opté pour une stratégie bien plus défensive. Romain IV est ainsi comparé aux Phocas dans son désir de conforter la position byzantine en Orient.

## La lutte contre les Seldjoukides

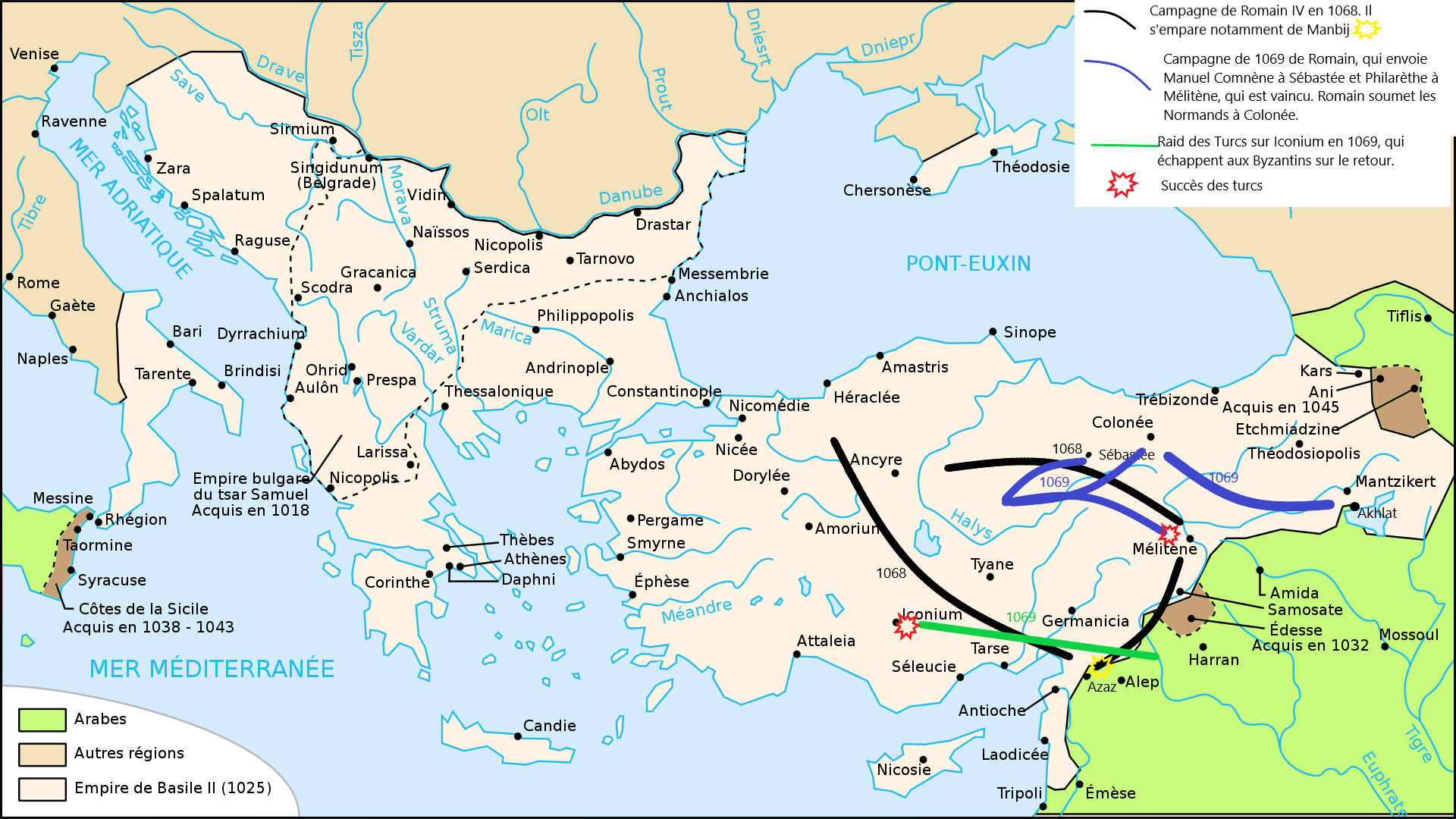
Campagnes de Romain IV Diogène en 1068-1069.

### Campagne de 1068

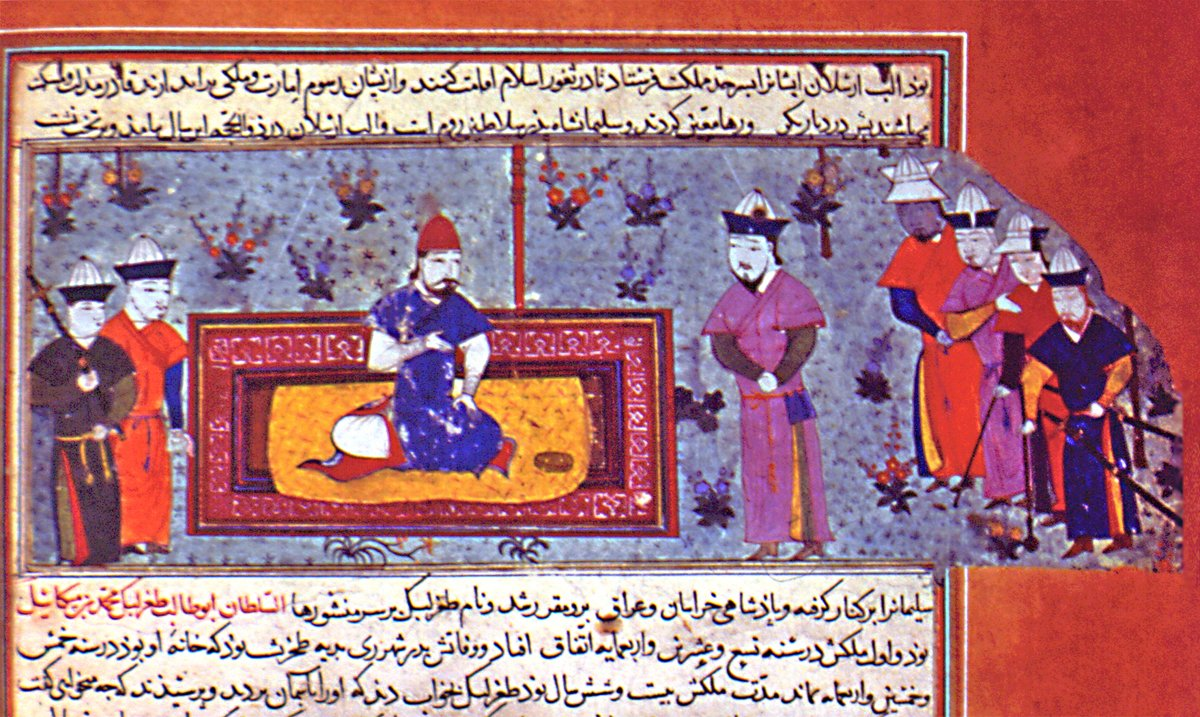
Miniature conservée au musée du palais de Topkapı représentant Alp Arslan.

La première campagne de Romain a pour but la frontière sud-est de l'Empire où les Sarrasins du sultan d'Alep ont entrepris la conquête de la province byzantine de Syrie et se dirigent vers Antioche. C'est alors qu'il apprend qu'une armée seldjoukide a fait une incursion dans la région du Pont (sud-est de la mer Noire) et a pillé Néocésarée. Il sélectionne immédiatement une petite force mobile et, s'élançant à travers le thème de Sébastée leur coupe la retraite à Téphrikè, les force à arrêter leurs pillages et à relâcher leurs prisonniers ; toutefois, bon nombre de Seldjoukides parviennent à s'échapper,,.
Reprenant la route du sud, il rejoint son armée avec laquelle il continue son avance à travers les cols de la chaîne du Taurus vers le nord de Germanicée pour commencer l'invasion de l'émirat d'Alep. Il s'empare de Manbij qu'il fortifie pour offrir une protection contre de nouvelles incursions dans les provinces au sud-est de l'Empire. Il reprend ensuite les combats contre les Sarrasins d'Alep, mais sans que l'un ou l'autre camp ne remporte de victoire décisive. La saison des campagnes militaires touchant à sa fin, Romain IV reprend le chemin du nord, passant par Alexandrette et les portes de Cilicie pour se diriger vers Podandos. Là, il apprend que les Seldjoukides ont mené de nouveaux raids en Galatie, mettant Amorium à sac, mais qu'ils sont retournés si rapidement à leur base qu'il s'avère impossible de les poursuivre. Romain rentre à Constantinople en janvier 1069,,. Dans l'ensemble, le bilan de cette première campagne pouvait être considéré comme positif. Si Romain ne remporte pas de grande victoire, il réussit à opposer une résistance aux raids des Turcs et démontre aux populations locales que l'Empire peut encore les protéger,.

### Campagne de 1069

Régions du Pont, de Cappadoce et d'Arménie Mineure au Xe siècle.

En 1069, Romain IV veut dégager la Cappadoce envahie, mais ses plans sont perturbés lorsque le chef des mercenaires normands, Robert Crispin, se révolte, probablement en raison des retards de solde. Les Normands se mettent à piller les alentours d'Édesse où ils sont stationnés, s'en prenant notamment aux fonctionnaires qui perçoivent les taxes et battent l'armée envoyée contre eux par Romain. Finalement, l'empereur doit se déplacer en personne et, alors qu'il commence à rassembler une importante armée, Crispin accepte de se rendre. Il est exilé à Abydos, mais ses forces continuent à ravager le thème des Arméniaques. Après avoir ordonné l'exécution de tous les prisonniers et établi une certaine paix dans la province, Romain se dirige vers l'Euphrate. Sur le trajet, il annihile une troupe turque puis atteint Mélitène et traverse le fleuve à Romanopolis, espérant prendre Akhlat sur le lac de Van et protéger ainsi la frontière arménienne,.
Romain prend la tête d'un corps expéditionnaire et commence sa marche vers Akhlat, laissant le gros des troupes sous le commandement de Philaretos Brakhamios, chargé de défendre la frontière de la Mésopotamie. Philaretos est rapidement défait par les Turcs qui mettent Iconium à sac ; Romain IV doit alors retourner à Sébaste. Il donne ordre au duc d'Antioche de protéger les cols de Mopsueste pendant qu'il tente de défaire les Seldjoukides à Héraclée. Ceux-ci se trouvent bientôt coincés dans les montagnes de Cilicie, mais parviennent à gagner Alep après avoir abandonné leur butin sous la pression des Arméniens. Romain doit ainsi retourner à Constantinople sans être parvenu à arrêter les Seldjoukides, que ce soit en Arménie ou en Anatolie. Engagé dans une incessante guerre de mouvement, l'empereur n'a pas réussi à remporter de victoire décisive face à un adversaire extrêmement mobile et dont les raids commencent à entraîner une désertification des provinces frontalières,,,,.

## Chute de l'Italie

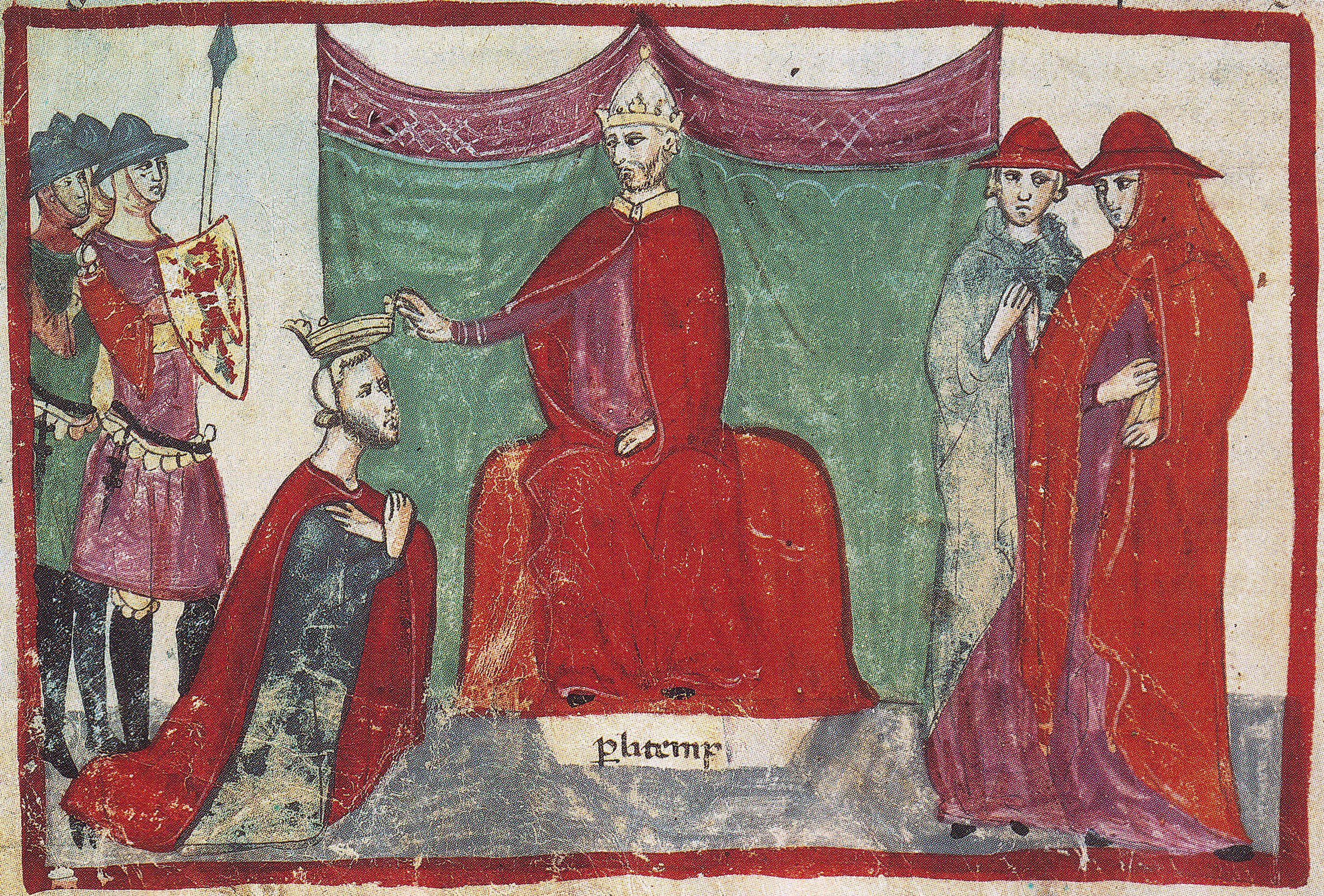
Robert Guiscard déclaré duc par le pape Nicolas II (pape).

En 1070, Romain est retenu à Constantinople par une série de questions urgentes dont la chute de Bari aux mains des Normands. En quelques années, la situation est devenue dramatique pour les Byzantins qui cèdent leurs places fortes les unes après les autres. Malgré l'absence d'aide en provenance de la capitale, quelques figures locales tentent de résister comme Nicéphore Carantinos qui repousse un assaut contre Brindisi en 1070 et envoie les têtes décapitées de soldats ennemis à la cour de Romain pour l'inciter à envoyer des renforts. En 1071, les Normands prennent Brindisi et assiègent Bari, le dernier bastion byzantin en Italie, depuis deux ans. Toutefois, Romain est trop occupé par la menace turque pour réagir et il ne peut envoyer une flotte de secours ravitailler la ville que dans le courant de l'année 1070. Elle est néanmoins interceptée et défaite par un escadron normand commandé par Roger de Sicile, frère cadet de Robert Guiscard, obligeant ainsi les dernières troupes byzantines en Italie à capituler le 15 avril 1071. Sans réelle capacité d'intervention, Romain IV échoue aussi à conclure une alliance matrimoniale par le mariage d'un de ses fils avec une fille du prince normand. La chute de Bari marque la fin de toute présence impériale dans la péninsule italienne qui connaît alors un profond développement économique et démographique,.

## Politique intérieure
À Constantinople, Romain entreprend de nombreuses réformes qui lui aliènent plusieurs fractions de la population. Pour financer ses expéditions militaires, il réduit les dépenses somptuaires de la cour et remet en cause l'embellissement de la capitale. Les nobles de la cour voient leurs émoluments réduits et les marchands leurs profits ramenés à de justes proportions. Des dispositions sont prises pour que les gouverneurs de provinces et la hiérarchie militaire ne puissent profiter de leurs fonctions pour s'enrichir. Les mercenaires pour leur part prennent ombrage de ses efforts pour leur imposer la discipline. Enfin, il se rend impopulaire dans la capitale en négligeant d'organiser des courses à l'hippodrome, et dans les campagnes en imposant durement les paysans, créant du ressentiment contre lui. À plus grande échelle, son règne s'insère dans une période de difficultés économiques grandissantes pour l'Empire, incarnées par les dévaluations successives que connaît la monnaie byzantine, jusque-là remarquablement stable. Après la mort de Basile II, les pièces perdent de leur valeur pour diverses raisons. Longtemps, l'idée a prévalu d'une dilapidation des richesses accumulées par Basile II par ses successeurs . Néanmoins, d'autres causes ont depuis été mises en avant, comme l'accélération du volume de pièces de monnaie en circulation qui entraîne une baisse de leur valeur. Dans tous les cas, sous Romain, le nomisma a une valeur inférieure de trois carats à celle sous Constantin IX et la dévaluation concerne aussi le miliarésion, la monnaie d'argent.
Romain est aussi confronté à la méfiance durable des Doukas, ce qui contribue sûrement à ce qu'il reste à Constantinople pour consolider son pouvoir. Au début, il s'est effectivement posé en protecteur des fils de Constantin X, puisqu'il va jusqu'à faire couronner coempereur Andronic Doukas aux côtés de ses frères Michel VII et Constance Doukas. De même, les pièces de monnaie affichent Michel et ses frères sur l'avers, tandis que Romain apparaît seulement sur le revers, avec Eudocie, attestant de son infériorité constitutionnelle. Pourtant, ces symboles ne font guère illusion très longtemps. Rapidement, Eudocie Makrembolitissa lui donne deux fils qui deviennent d'inévitables prétendants potentiels à la succession de Romain. En outre, Michel Psellos l'accuse à plusieurs reprises de gouverner en autocrate et de se méfier exagérément de ses conseillers, un trait confirmé par Constantin Manassès qui, néanmoins, n'est pas un contemporain de Romain. Il est difficile de connaître en détail la manière de gouverner de Romain mais il faut se garder de suivre à la lettre l'avis de Michel Psellos dont le parti pris est marqué. Des éléments issus de la chronique de Michel Attaleiatès, qui assiste aux conseils militaires, donnent plutôt l'image d'un empereur ouvert au débat.

Les thèmes byzantins en Asie mineure vers 950.

Toutefois, Romain IV n'oublie pas ses principaux ennemis, les Seldjoukides. Il fait renforcer plusieurs forteresses en Anatolie comme celle de Soublaion en Phrygie, près de Choma. Certains généraux proposent déjà d'abandonner les thèmes d'Arménie (extrémité est de l'Empire autour du lac de Van) pour se concentrer sur ceux d'Anatolie. Incapable de conduire lui-même la campagne cette année-là, il confie l'armée impériale à l'un de ses généraux, Manuel Comnène, neveu de l'ancien empereur Isaac Ier et frère aîné du futur empereur Alexis Ier Comnène. Cette décision témoigne du rapprochement entre l'empereur et l'influente famille des Comnènes, probablement pour contrebalancer les Doukas, puisque Romain marie son fils Constantin à Théodora, une sœur de Manuel,. Anne Dalassène, l'ambitieuse belle-sœur d'Isaac, n'est sûrement pas étrangère à cette alliance. Manuel, nommé à la très haute fonction de protostrator, livre bataille aux Seldjoukides, mais est défait et capturé près de Sébaste par leur général, nommé Khroudj, révolté contre le sultan. Il convainc celui-ci de revenir avec lui à Constantinople pour rencontrer Romain IV en personne où il reçoit la dignité de proèdre et conclut une alliance. Pendant ce temps le sultan Alp Arslan assiège Édesse sans pouvoir s'en emparer, mais capture les importantes forteresses de Manzikert et d'Archesh, tandis qu'un raid pénètre aussi loin que la forteresse de Chônai en Phrygie. Romain offre par la suite d'échanger les deux villes perdues contre Hiérapolis en Syrie qu'il a capturée trois ans auparavant. Le sultan accepte et continue avec son armée en direction d'Alep pour combattre les Fatimides. C'est là le signe que le sultan ne souhaite pas une guerre à grande échelle contre les Byzantins et se concentre contre ses rivaux égyptiens, qui lui dénient le titre de principale autorité politique du monde musulman,,.

## Bataille de Manzikert et capture deRomainIVDiogène

### La campagne et la bataille

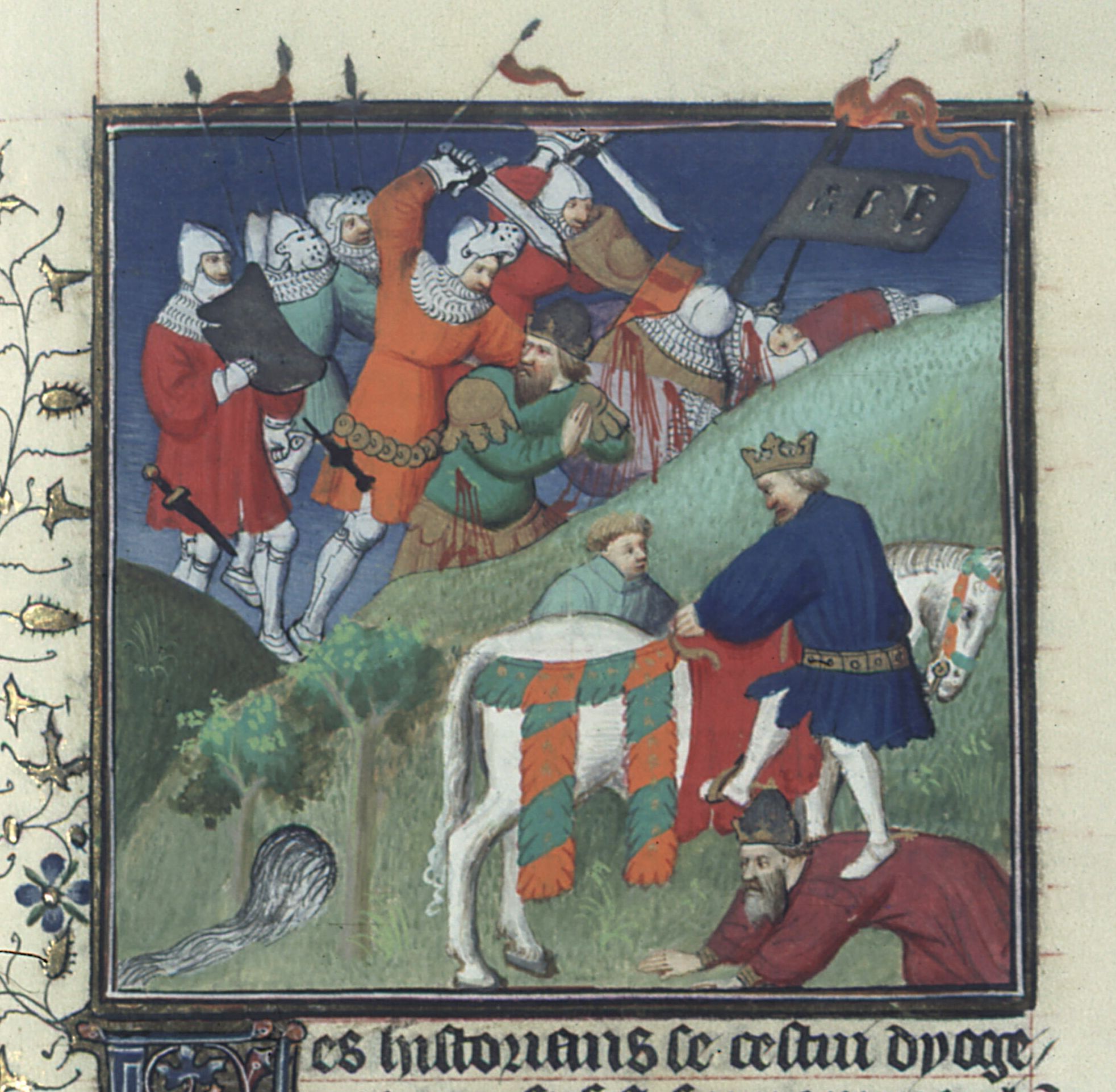
La bataille de Manzikert représentée dans le manuscrit français du XV De casibus virorum illustrium.

L'accord donné par Alp Arslan ne change rien au plan de Romain IV, qui souhaite sans doute éloigner le sultan de l'Arménie pour y reconquérir plus aisément les positions perdues. Dans tous les cas, au terme de plusieurs campagnes, il n'est pas parvenu à stopper les attaques des Turcs et cherche désormais à prendre le dessus par une expédition de grande ampleur. Tôt au printemps 1071, l'empereur se met en route avec Khroudj et Manuel Comnène à la tête d'une imposante armée, estimée le plus souvent à 40 000 hommes, vers Manzikert,. Cette importante forteresse, au nord du lac de Van, est la porte d'entrée des Seldjoukides sur le territoire byzantin. Là, il envoie une partie de ses forces mercenaires, dont les Francs de Roussel de Bailleul, piller les alentours de Khliat et estime qu'il peut reprendre Manzikert avec une fraction réduite de son armée. Il confie à Joseph Tarchaniotès la mission de prendre Khliat avec le gros des troupes et s'assure en personne de s'emparer de la forteresse arménienne. Néanmoins, il a divisé ses forces, ce qui le rend plus vulnérable alors même qu'Alp Arslan se rapproche, après avoir précipitamment abandonné sa campagne syrienne contre les Fatimides,.
C'est dans ces conditions que la bataille s'engage. Son déroulement exact demeure mal déterminé mais les Byzantins font face à l'armée principale, dirigée par Alp Arslan et non à une troupe réduite. Rapidement, une partie des troupes de Romain fait défection, notamment les Oghouzes qui rejoignent les Seldjoukides,. Malgré cela, l'empereur refuse une offre de paix du sultan et se lance à l'assaut. Selon Attaleiatès, il est d'abord victorieux mais, craignant de s'être trop avancé, tente de rassembler ses troupes qui interprètent l'ordre comme une retraite et commencent à fuir. Plusieurs sources mentionnent qu'Andronic Doukas, le fils du défunt Constantin X, profite de l'événement pour trahir la cause de Romain IV, ce qui attesterait d'un complot latent des Doukas à son encontre. Cette version d'Attaleiatès laisse apparaître qu'il n'y a pas eu de véritable engagement à grande échelle et que l'empereur se retrouve isolé devant l'ennemi, tentant bravement de combattre avant d'être capturé. Selon Nicéphore Bryenne, il y a bien une bataille rangée qui voit les Turcs enfoncer l'aile droite des Byzantins, tandis qu'Andronic Doukas se replie avec l'armée de réserve, laissant l'empereur isolé et livré à la capture,,. Il semble que l'empereur tente de défier l'ennemi et continue à combattre, même lorsque son cheval est tué sous lui. Cependant, ayant reçu un coup d'épée à la main, il ne peut continuer à manier son épée et est bientôt fait prisonnier, par un soldat d'humble origine selon les sources musulmanes,.

### La capture

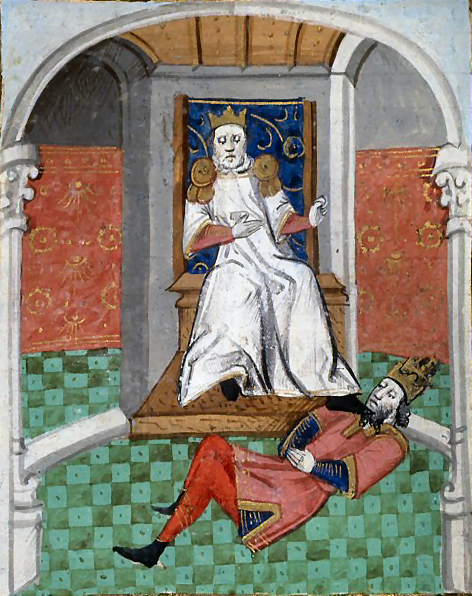
Romain IV vaincu, aux pieds d'Alp Arslan, illustration d'une traduction française du XVe siècle du De casibus virorum illustrium de Boccace.

Selon plusieurs historiens byzantins, y compris Jean Skylitzès, Arslan n'en croit pas ses yeux lorsque l'empereur, poussiéreux et aux vêtements en lambeaux, est amené devant lui. L'événement a un retentissement certain, notamment dans le monde musulman où de nombreux écrits, souvent postérieurs, y font référence. Selon la tradition, le sultan quitte son siège, met le pied sur le cou de l'empereur byzantin ; puis, ce rite d'humiliation accompli, il relève Romain IV Diogène et le traite avec dignité, utilisant toute la politesse possible pour ne pas froisser son prisonnier durant les huit jours que celui-ci passe dans son camp. Il est difficile d'avoir une idée exacte des échanges qu'ont pu avoir les deux dirigeants mais les sources musulmanes mentionnent parfois que le sultan interroge l'empereur pour savoir quel sort il lui aurait fait si la situation était inversée. Et Romain de répondre qu'il l'aurait probablement exécuté. Véridique ou non, cet échange n'empêche pas un compromis. Le sultan relâche rapidement l'empereur car il comprend qu'il y a là une occasion d'obtenir un accord à son avantage, alors qu'en le conservant captif, il court le risque de favoriser un changement de pouvoir au sein de l'Empire qui lui serait défavorable. Le traité signé entérine des cessions territoriales, probablement le Vaspourakan comprenant Mantzikert mais aussi d'importantes cités frontalières comme Édesse et Antioche, en plus de la promesse d'une imposante rançon. D'abord fixée à 10 000 000 nomismata, cette rançon est bientôt réduite à 1 500 000 payables immédiatement et à un tribut de 360 000 nomismata payables annuellement. Un échange de prisonniers est conclu ainsi qu'une paix de 50 ans,,. L'idée d'une alliance matrimoniale aurait été émise, sans se concrétiser. Alp Arslan fait ensuite escorter Romain IV jusqu'à la frontière et la cité de Dokeia, non sans signifier sa soumission formelle aux Turcs en faisant figurer une bannière affichant la profession de foi de l'islam.
Quelle est la part de responsabilité de Romain IV dans la défaite ? Un point commun aux différents récits est le retrait d'Andronic Doukas, qu'il ait ou non eu pour but de trahir l'empereur. Au-delà, l'erreur souvent portée au passif de Romain est d'avoir divisé son armée avant la bataille, affaiblissant de fait son avantage numérique. Peut-être a-t-il trop confiance en ses forces, un constat parfois corroboré par des témoignages de son outrecuidance, mais il semble aussi qu'il néglige de se renseigner suffisamment sur son adversaire et sur l'importance de l'armée seldjoukide en approche, commandée par le sultan en personne. Dans un article, Antonios Vratimos s'attarde sur plusieurs passages des sources byzantines qui affirment que son attitude sévère envers les soldats a affaibli le moral des troupes. Il aurait notamment excessivement sanctionné certains faits d'indiscipline et aurait préféré dormir sur ses propriétés que dans les camps militaires avec ses hommes. La bataille de Mantzikert a fait l'objet de vastes débats historiques. Elle a souvent été décrite comme l'affrontement qui ouvre la voie à l'invasion de l'Anatolie par les Seldjoukides, constituant en cela une bataille majeure de l'histoire médiévale. Néanmoins, si la défaite est notable et aggravée par la capture de l'empereur, elle n'est pas synonyme de l'effondrement militaire des Byzantins comme en témoigne le traité entre le sultan et Romain IV qui ne prévoit pas de cession territoriale majeure. C'est donc moins une catastrophe militaire et diplomatique qu'une grave étincelle dans un contexte politique et social byzantin particulièrement tendu.

## Éviction

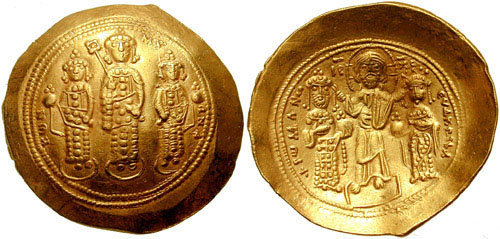
Histamenon d'or datant du règne de Romain IV. Sur l'avers, Michel VII Doukas est entouré de ses deux fils et, sur le revers, Romain IV et Eudocie sont couronnés par le Christ.

Si la défaite de Manzikert n'emporte pas de conséquences trop graves vis-à-vis des Turcs, elle fournit en revanche les conditions parfaites pour les opposants à Romain, désireux de le renverser. Romain IV a beau avoir été libéré par Alp Arslan et avoir obtenu un traité de paix plutôt clément, l'humiliation combinée de la défaite et de la captivité a gravement affaibli sa légitimité.
Le césar Jean Doukas revient en hâte de Bithynie où Romain IV l'a exilé avant son départ. La soudaineté de sa réaction est-elle la preuve qu'un complot a été préparé avant le départ en campagne de Romain IV ? La question reste en suspens mais il profite rapidement du vide du pouvoir pour s'imposer avec l'aide, entre autres, de Michel Psellos. Le rôle joué par Eudocie Makrembolitissa est incertain. Michel Attaleiatès affirme qu'elle a contribué au renversement de son mari avec qui elle s'était brouillée mais d'autres sources, plus tardives, nuancent cette position. Selon Attaleiatès, elle a signé l'acte de déposition de Romain mais elle l'a peut-être fait sous la pression des Doukas et il est aussi possible que, ne sachant pas que son mari est encore en vie et a été libéré par Alp Arslan, elle a avant tout cherché à préserver les droits au trône de ses fils. En favorisant le retour de Jean Doukas dans la capitale, elle pouvait espérer se concilier ses bonnes grâces. C'est la conclusion d'Antonios Vratimos qui estime qu'Eudocie a bien signé l'acte de déposition mais l'a fait pour rester sur le devant de la scène alors qu'elle ignore tout du sort véritable de son mari. De son côté, dès qu'il est libéré, Romain IV écrit une lettre à sa femme pour l'informer qu'il est sur le chemin du retour mais ne parvient pas à renverser la situation car Eudocie est contrainte par Jean Doukas de se retirer dans un couvent. Celui-ci refuse aussi de ratifier l'accord intervenu entre Romain et Arslan,. Romain est sur le chemin du retour lorsque la famille Doukas envoie Constantin et Andronic Doukas lui barrer la route. La composition des deux armées est imparfaitement connue, elle révèle néanmoins des clivages importants dans la société byzantine. Romain IV peut s'appuyer sur les forces les plus orientales de l'Empire, venant d'Arménie et de Cappadoce, tandis que les Doukas mobilisent les mercenaires francs et normands ainsi que des troupes d'autres régions de l'Anatolie, vraisemblablement de la partie ouest et les soldats de la capitale. Au sein même de la capitale, il n'existe pas d'unité.
Les deux camps livrent bataille à Dokeia où l'armée de Romain IV, commandée par Théodore Alyatès, est vaincue. Il est contraint de se retirer dans la forteresse de Tyropoion, en Cappadoce, et de là à Adana en Cilicie pour l'hiver, accompagné de Chatatourios, le dux d'Antioche,. Des négociations interviennent, sans résultats car Romain refuse de céder son trône. L'année suivante, une nouvelle armée, commandée par Andronic aidé du mercenaire normand Crispin, le force à se rendre après avoir reçu du nouvel empereur des assurances pour sa sécurité personnelle. Avant de quitter la forteresse, il ramasse tout l'argent qu'il peut trouver et envoie la somme au sultan comme preuve de sa bonne foi, accompagnée d’un message disant : « Lorsque j'étais empereur, je vous ai promis une somme d'un million et demi. Maintenant que je suis déposé et bientôt devenant dépendant des autres, je vous envoie tout ce que je possède en témoignage de ma gratitude »,.
Michel Attaleiatès décrit en détail la fin de Romain qui est contraint de revêtir l'habit monastique dès sa reddition avant de traverser l'Asie Mineure sur le dos d'un âne, au vu de tous, exagérant peut-être les faits pour donner plus de poids à la figure tragique qu'il bâtit autour de Romain IV et de sa disgrâce. D'autres sources, dont Michel Psellos ou les auteurs arabes, rapportent qu'il a de son propre chef embrassé la vocation monastique, y trouvant peut-être un réconfort après le désastre de Mantzikert. Sur le chemin, il est accompagné de trois évêques qui doivent assurer sa sécurité. Les chroniqueurs de l'époque sont alors attentifs à promouvoir la figure de l'empereur prompt à rejoindre la condition de moine, plus estimable que la vanité de l'exercice du pouvoir. En l'occurrence, Romain IV s'y soumettrait par humilité, après un règne à la fin brutale et demandant qu'on le laisse vivre « afin de satisfaire son créateur et de poursuivre avec peine le chemin de l'ascèse ». Dans tous les cas, alors que la troupe escortant l'empereur déchu approche de Constantinople, Jean Doukas envoie des hommes aveugler Romain IV, puis l'exile sur l’île de Proti dans la mer de Marmara, confiné dans le monastère qu'il aurait lui-même fondé. Privé de soins médicaux, Romain devait mourir quelques semaines plus tard des suites de cette blessure. La dernière insulte devait être livrée quelques jours avant sa mort, lorsque Romain IV Diogène reçoit une lettre de Michel Psellos dans laquelle celui-ci le félicite d'avoir perdu la vue, un signe certain que le Très Haut l'a jugé digne d'une plus éclatante lumière,. L'empereur déposé meurt le 4 août 1072, priant pour le pardon de ses péchés ; son épouse, l'impératrice Eudocie, reçoit la permission de lui faire de splendides funérailles dans l'île où il a passé ses derniers jours,,.

## Unions et postérité
Romain IV a deux épouses :
1. Anna Alousiane, décédée avant 1065, fille d'Alousianos, gouverneur du thème de Théodosioupolis et prétendant au trône de Bulgarie en 1041, et petite-fille d'Ivan Vladislav et Maria ; de l'union de Romain IV avec Anna Alousiane est issu au moins un fils[98] :
  - Constantin Diogène, tué lors d'une bataille à Antioche en août 1073, marié avec Théodora Comnène, décédée après 1094, nièce d'Isaac Ier et sœur d'Alexis Ier Comnène[99], dont probablement :
    - Anne Diogènissa, femme d'Uroš Ier Vukanović, grand-prince de Rascie ;
2. le 1er janvier 1068 Eudocie Makrembolitissa, veuve de Constantin X et fille de Jean Makrembolitès, dont :
  - Léon Diogène (né vers 1069) ; selon Anne Comnène, il est fait co-empereur pendant le règne de son père[100] ; général d'armée sous Alexis Ier, il meurt lors de la campagne contre les Petchénègues en 1087[30],
  - Nicéphore Diogène (né vers 1068 et mort après 1094), gouverneur de Chypre sous Alexis Ier, qui se rebelle contre lui et est aveuglé et exilé en 1094[101].

## Historiographie
Romain IV Diogène a laissé une image ambivalente. Dans le monde byzantin s'opposent la vision d'Attaleiatès qui en fait un empereur compétent, déterminé à lutter contre les menaces qui assaillent l'Empire mais échoue tragiquement et celle de Psellos, bien plus critique. Dans le Timarion, récit satirique probablement écrit le siècle suivant, c'est un Romain dépeint sous les traits d'un fantôme aux yeux arrachés qui narre ses échecs successifs au héros, qui s'est alors aventuré dans les Enfers. Au XVIIIe siècle, Edward Gibbon souligne le volontarisme de l'empereur, son « courage invincible » et le fait que « sa valeur et ses succès inspirèrent l'activité à ses soldats, l'espérance à ses sujets, la crainte à ses ennemis », tout en s'arrêtant plus loin sur sa trop grande témérité à Manzikert et la captivité qui s'ensuit. Georg Ostrogorsky voit en Romain un représentant du parti militaire de l'Empire, dans sa vision désormais dépassée d'une opposition entre aristocratie civile et noblesse militaire. Général habile et vaillant, il tente tout ce qu'il peut pour sauver l'Empire mais souffre de l'opposition larvée d'un parti civil rendu responsable du déclin de l'Empire. Warren Treadgold écrit de lui qu'il a su prendre la juste mesure de la situation et qu'il a compris que « sans une armée forte, même le cœur du territoire byzantin serait menacé ». S'il a manqué de temps pour accomplir son souhait de renforcer l'Empire et fait preuve de témérité à Manzikert, il a saisi, à la différence d'autres empereurs, « combien l'extension de l'Empire byzantin le laissait fragile ». Anthony Kaldellis reprend l'idée d'une figure tragique, qui a fait de réels efforts pour renforcer l'Empire et ne s'est jamais abaissé à une féroce répression contre ses opposants mais a souffert, en retour, de complots et de trahisons.